# Пам'ятки архітектури Бершадського району
У Бершадському районі Вінницької області під охороною держави знаходиться  18 пам'яток архітектури і містобудування, усі - місцевого значення.
| Пор. №               | Найменування пам'ятки                     | Датування     | Місцезнаходження           | Охорон-ний номер | Дата та № рішення взяття на облік                   |
| -------------------- | ----------------------------------------- | ------------- | -------------------------- | ---------------- | --------------------------------------------------- |
| м. Бершадь           |                                           |               |                            |                  |                                                     |
| 1                    | Покровська церква старообрядницька (дер.) | с.18 ст.      | м.Бершадь вул. Леонова,50  | 328-М            | Розпорядження ОДА від 17.12.96 р. № 638             |
| с.Баланівка          |                                           |               |                            |                  |                                                     |
| 2                    | Стражниця                                 | 17 ст.        | вул. Кірова                | 45-М             | Рішення виконкому облради нар. деп.від 14.02.91 №43 |
| 3                    | Михайлівська церква                       | 1729 р.       | вул. Котовського           | 47-М             | -ІІ-                                                |
| 4                    | Водяний млин (зміш.)                      | 17 ст.        | вул. Леніна                | 46-М             | -ІІ-                                                |
| с.Берізки Бершадські |                                           |               |                            |                  |                                                     |
| 5                    | Іоанно-Богословська церква                | 1808 р.       | с. Берізки Бершадські      | 50-М             | -ІІ-                                                |
| с.Бирлівка           |                                           |               |                            |                  |                                                     |
| 6                    | Млин                                      | 19 ст.        | с. Бирлівка вул. Леніна    | 51-М             | -ІІ-                                                |
| с.Війтівка           |                                           |               |                            |                  |                                                     |
| 7                    | Церква Різдва Богородиці                  | д.п.19 ст.    | с.Війтівка вул. Леніна     | 54-М             | -ІІ-                                                |
| с.Красносілка        |                                           |               |                            |                  |                                                     |
|                      | Садиба Ліпковських                        | 19 ст.        | вул. Шкільна               | 56-М/0           | -ІІ-                                                |
| 8                    | Садибний будинок                          | 19 ст.        | вул. Шкільна               | 56-М/1           | -ІІ-                                                |
| 9                    | Парк                                      | 19 ст.        | вул. Шкільна               | 56-М/2           | -ІІ-                                                |
|                      |                                           |               |                            |                  |                                                     |
| с.М’якохід           |                                           |               |                            |                  |                                                     |
| 10                   | Церква Св.Іоанна Богослова (дер.)         | 1767 р.       | с. М’якохід                | 329-М            | Розпорядження ОДА від 17.12.96 р. № 638             |
| с.Ставки             |                                           |               |                            |                  |                                                     |
| 11                   | Церква Різдва Богородиці                  | 19 ст.        | с. Ставки вул.Шимко        | 330-М            | -ІІ-                                                |
| с.Теофілівка         |                                           |               |                            |                  |                                                     |
| 12                   | Садибний будинок Розіна (зміш.)           | 19 ст.        | с.Теофілівка               | 52-М             | Рішення виконкому облради нар. деп.від 14.02.91 №43 |
| с.Тернівка           |                                           |               |                            |                  |                                                     |
| 13                   | Свято Покровська церква та дзвіниця       | 1873-1895 рр. | с. Тернівка вул. Леніна    | 53-М             | -ІІ-                                                |
| с.Терлівка           |                                           |               |                            |                  |                                                     |
| 14                   | Михайлівська церква (дер.)                | 19 ст.        | с. Терлівка вул. Кірова    | 331-М            | Розпорядження ОДА від 17.12.96 р. № 638             |
| с.Устя               |                                           |               |                            |                  |                                                     |
| 15                   | Свято Георгіївська церква                 | 1873 р.       | с. Устя вул. Комсомольська | 49-М             | Рішення виконкому облради нар. деп.від 14.02.91 №43 |
| с.Флорино            |                                           |               |                            |                  |                                                     |
| 16                   | Церква Покрова Богородиці                 | 1884 р.       | с. Флорино вул..Кутузова   | 48-М             | -ІІ-                                                |
| с.Шумилів            |                                           |               |                            |                  |                                                     |
| 17                   | Лук’янівська церква                       | 1881 р.       | с. Шумилів вул. Леніна     | 57-М             | -ІІ-                                                |
| с.Яланець            |                                           |               |                            |                  |                                                     |
| 18                   | Свято-Троїцька церква                     | 1846 р.       | с.Яланець вул. Леніна      | 55-М             | -ІІ-                                                |
|                      |                                           |               |                            |                  |                                                     |

## Джерело
- Пам'ятки Вінницької області